# Заикин, Роман Михайлович
Роман Михайлович Заикин (родился 2 октября 1979 года в Москве) — российский игрок в мини-футбол и пляжный футбол, чемпион мира 2011 года по пляжному футболу. Заслуженный мастер спорта России.

## Биография
Окончил Московскую государственную академию физической культуры в 1999 году. Выступал за мини-футбольные клубы «Чертаново», ЦСКА, «Геолог», «Спартак-Щёлково» и «Мытищи» до 2009 года. Позже перешёл в пляжный футбол, где играл за клубы «Строгино» и «Локомотив». Карьеру игрока завершил в 2015 году.
В составе сборной России по пляжному футболу выиграл чемпионат мира в 2011 году.
В качестве эксперта Газеты.ру освещал чемпионат мира по пляжному футболу 2013 года. В 2015 году стал администратором сборных России по футболу, в январе 2019 года занял аналогичную должность в молодёжной сборной по пляжному футболу.

## Достижения в пляжном футболе

### Клубные
- Чемпион России (2010, 2011, 2012)[2]

### В сборной
- Чемпион мира (2011)[2]
- Обладатель Межконтинентального кубка (2011)[2]
- Обладатель Кубка в закрытых помещениях (2012)[2]
- Чемпион Евролиги (2010)[2]
- Победитель Кубка Европы (2010, 2012)[2]